# Ferrari 375 MM
Ferrari 375 MM (Феррарі 375 ММ) — гоночний автомобіль італійської компанії Ferrari, який призначався для участі в Світовому чемпіонаті спортивних автомобілів та брав участь у перегонах 1953–1964 років в складі Scuderia Ferrari.

## Конструкція
Модель була створена на базі ходової частини моделі Ferrari 340 MM, але з більшою колісною базою і синхронізованою 4-ступеневою коробкою передач. На шасі встановлювали 12-циліндрові V-подібні мотори Лампреді об'ємом 4.522 см³ чи 4,6 л зі ступенем стиску 9:1, потужністю 340 к.с. при 7000 об/хв. Цей мотор використовувався на тогочасних моделях Формули-1.
Загалом було виготовлено 23 екземпляри моделі Ferrari 375 MM з кузовами спеціалізованих виробників:
- Ghia* Coupé — 1
- Pinin Farina Berlinetta — 9
- Pinin Farina Berlinetta Speciale — 2
- Pinin Farina Spyder — 12 (3 перебудовано Scaglietti)
- Vignale* Spyder — 1
- Carrozzeria Scaglietti* Speciale — 1 (перебудовано Pinin Farina Spyder)

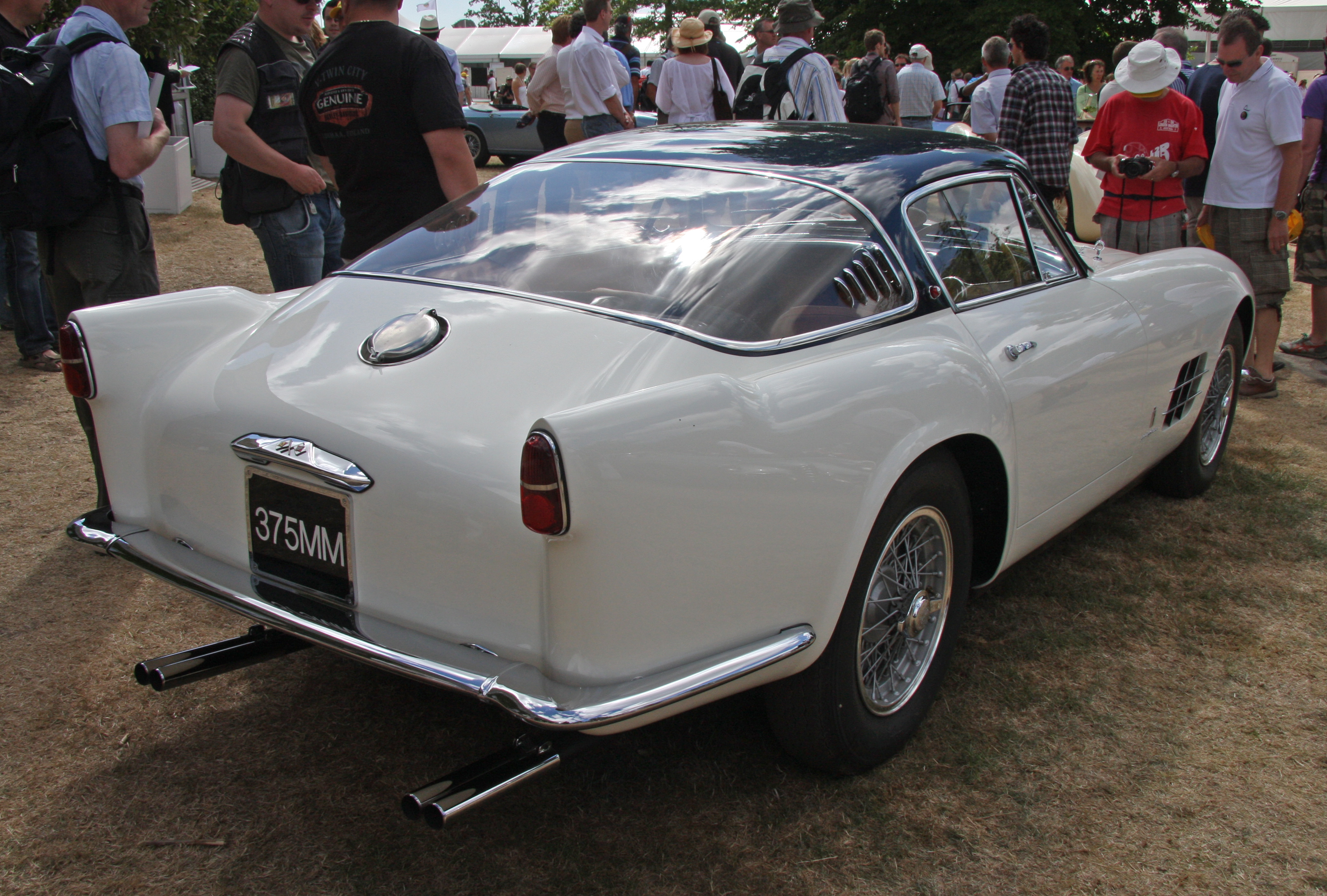
Ferrari 375 MM Sport Speziale. 1955

Дебют моделі відбувся на перегонах 12 годин Реймсу червня 1953, де екіпраж був дискваліфікований. На перегонах 24-години Спа 1953 у Бельгії виступили три команди на даній моделі, дві з яких зійшли, а Джузеппе Фаріна і Майк Хоторн перемогли з величезною перевагою у 18 кіл на другою командою. На перегонах 1000 км Нюрбургрингу 5 липня 1953 на Ferrari 375 MM здобули перемогу Альберто Аскарі і Джузеппе Фаріна. У перегонах 12 годин Касабланки 1953 (нім. 12-Stunden-Rennen von Casablanca 1953) на Ferrari 375 MM перемогли Джузеппе Фаріна і П'єро Скотті*. Це був останній виступ моделі 375 ММ у складі Scuderia Ferrari.
Після завершення сезону авто були продані і їх використовували у перегонах в Америці. Філ Хілл на Ferrari 375 MM зайняв друге місце у Каррера Панамерікана 1954. 1954 Ferrari 375 MM перемогла у перегонах 1000 км Буенос-Айреса, де 1955 була другою. У перегонах 1950-х років Ferrari 375 MM була однією з найуспішніших машин, здобувши 56 перемог. Останній раз 375 ММ брала участь у перегонах 1964.